# Транспорт Донецка

## Городской транспорт
Основные виды городского транспорта в Донецке: трамваи, троллейбусы, автобусы и маршрутные такси. В городе 16 трамвайных маршрутов общей протяженностью 130 км и 19 троллейбусных маршрутов протяженностью 188 км, 115 автомаршрутов. В состав Донецкого трамвайно-троллейбусного управления входят 2 троллейбусных и 2 трамвайных депо. Также, в Донецке зарегистрировано 32 службы такси.
Автовокзалы и пригородные автостанции: автовокзал «Южный» обслуживает маршруты в южном, западном и восточном направлениях, автостанция «Центр» — в направлении на  КПВВ «Марьинка», автостанция «Крытый рынок» — северное и восточное направления, автовокзал «Западный» в настоящее время не работает из за разрушения здания.
Работу городского транспорта контролирует Донецкое городское коммунальное предприятие «Донгорпастранс».

## Железнодорожный транспорт
Главный железнодорожный вокзал Донецк находится в северной части города, в Киевском районе. При вокзале действует Музей истории и развития Донецкой железной дороги.
Другие станции — Рутченково (в Кировском районе; Мариупольское, Кураховское направление), Мандрыкино (в Петровском районе; Мариупольское направление), Мушкетово (в Будённовском районе; Иловайское направление).
В городе работает Малая Донецкая железная дорога имени В. В. Приклонского.

### История
В 1876 году государство назначило конкурс на проведение Донецкой каменноугольной железной дороги. Соискатели обязаны были предоставить проект и смету. Торги выиграл Савва Мамонтов, который и стал председателем правления строящейся Донецкой железной дороги. Была построена Донецко-Мариупольская дорога, которая связала Донецкий угольный бассейн и Мариупольский порт.
В 1880—1881 годах Савва Мамонтов заказал Виктору Васнецову 3 картины для кабинета правления Донецкой железной дороги. Васнецов написал «Три царевны подземного царства», «Ковёр-самолет» и «Битва скифов со славянами». Картина «Три царевны подземного царства» олицетворяет богатство недр Донбасса, для чего немного изменён сюжет сказки — на ней изображена царевна каменного угля. Члены правления не приняли работы Васнецова на сказочную тему как неуместные для служебного помещения.
В 1882 году строительство Донецкой каменноугольной железной дороги полностью завершилось, после чего она была выкуплена государством.

## Автомобильный транспорт
У Донецка проходит европейский маршрут — часть единой европейской транспортной системы, автомобильная дорога класса A — E 50 (Брест — Рен — Ле-Ман — Париж — Реймс — Мец — Саарбрюккен — Мангейм — Хайльбронн — Нюрнберг — Роздадов — Пльзень — Прага — Йиглава — Брно — Тренчин — Прешов — Вышне Немецке — Ужгород — Мукачево — Стрый — Тернополь — Хмельницкий — Винница — Умань — Кропивницкий — Днепр — Донецк — Ростов-на-Дону — Армавир — Минеральные Воды — Махачкала).
Через Донецк проходит международная автомобильная дорога М-04 (Знаменка — Луганск — Изварино (на Волгоград через Днепр, Донецк)).
Через Донецк проходят национальные автомобильные дороги Н-15 (Запорожье — Донецк), Н-20 (Славянск — Донецк — Мариуполь), Н-21 (Старобельск — Луганск — Красный Луч — Макеевка — Донецк).

## Метрополитен
Строительство начато в 1993 год, запуск первой линии планировался в 2005, но из-за систематического недостатка финансирования сроки проекта сдвигались. В 2013 году строительство было заморожено а с 2014, в связи с вооружённым конфликтом на востоке Украины, перспективы не определены. 
Предполагалось, что первой веткой метро будет «Пролетарско-Киевская», состоящая из 10 км железнодорожного полотна и коммуникаций (4 км из которых на поверхности, 6 км — под землёй), шести станций, депо и инженерного корпуса. По самым амбициозным проектам планировалось три отдельные линии и более 30 станций: «Пролетарско-Киевская» линия (длина 21 км, 2 электродепо), «Петровско-Красногвардейская» (длина 25 км.), «Горняцко-Макеевская» линия (длина 20 км). Две последние с заходом в город Макеевка.